# نوکیا ایکس۵
نوکیا اکس۵ یک‌نمونه از گوشی‌های تلفن همراه سری اکس شرکت نوکیا می‌باشد که توسط همین شرکت به بازار عرضه شده‌است.این گوشی کوچک و جذاب است.همچنین به یک پردازنده قدرتمند 600 مگاهرتزی و دوربین 5 مگاپیکسلی و حافظه رم 256 مگابایتی مجهز است.در گوشی از رنگ‌های متفاوتی استفاده شده و بیشتر با سلیقه خانوم‌ها جور در می‌آید.اکس01-5 به یک صفحه نمایش 2.36 اینچی مجهز است که قابلیت نمایش 262144 رنگ را داراست.همچنین اکس01-5 به یک صفحه کلید کامل مجهز است.رزولوشن اکس 01-5 320*240 است.این گوشی به سیستم عامل سیمبین سری 60 ویرایش 3 مجهز است و همچنین پخش موسیقی اش خوب است.